# Libuš metróállomás
Písnice egy tervezett metróállomás az építés alatt lévő prágai D metróvonalon. Az állomás építkezése 2025 szeptemberében fog megkezdődni és 2029-ben tervezik átadni.

## Szomszédos állomások
A metróállomáshoz az alábbi állomások vannak a legközelebb:
- Nové Dvory (Náměstí Míru)
- Písnice (Depo Písnice)

## Átszállási kapcsolatok
| D (Náměstí Míru ↔ Depo Písnice) |                        |                                                      |
| Állomás                         | Átszállási kapcsolatok | Fontosabb létesítmények                              |
| Sídliště Libuš                  | 165                    | Meteorológiai általános iskola                       |
| Jirčanská                       | 165                    |                                                      |
| Libuš                           | 113, 165, 333, 913     | A Prague British International School libuši campusa |